# Алгоритм Марра — Гілдрет
У комп'ютернім баченні алгори́тм Ма́рра — Гі́лдрет (англ. Marr–Hildreth algorithm) — це один з методів виявляння контурів у цифрових зображеннях, тобто, безперервних кривих, на яких є сильні та швидкі зміни яскравості зображення. Метод виявляння контурів Марра — Гілдрет простий та працює шляхом згортання зображення з лапласіаном гауссової функції або, як швидке наближення, з різницею гауссіанів. Потім, щоб отримати контури, у профільтрованому результаті виявляють перетини нуля. Оператор лапласіана гауссіана зображення також іноді називають сомбреровим вейвлетом через його візуальну форму, якщо його перевернути. Його двома винахідниками є Девід Марр та Еллен Гілдрет.

## Обмеження
Оператор Марра — Гілдрет страждає на два головні обмеження. Він породжує відгуки, які не відповідають контурам, так звані «хибні контури» (англ. "false edges"), і може мати серйозну похибку положення на вигнутих контурах. Сьогодні існують набагато кращі методи виявляння контурів, такі як виявляч контурів Кенні, що ґрунтується на пошуку локальних напрямових максимумів величини градієнта, або диференціальний підхід, що ґрунтується на пошуку перетинів нуля диференціальним виразом, що відповідає похідній другого порядку в напрямку градієнта (обом цим операціям передує крок гауссового згладжування). Додаткову інформацію див. у статті про виявляння контурів.